# Сталинград (фильм, 1989)
«Сталингра́д» — двухсерийный широкоэкранный военно-исторический художественный фильм-киноэпопея 1989 года советского кинорежиссёра и сценариста Юрия Озерова, снятый совместно кинематографистами СССР и США, при участии кинематографистов ГДР и Чехословакии. Посвящён Сталинградской битве (17 июля 1942 — 2 февраля 1943) — решающему сражению, ознаменовавшему начало коренного перелома в ходе Великой Отечественной войны и Второй мировой войны в целом.
Является завершающим фильмом цикла киноэпопей Юрия Озерова о Великой Отечественной войне («Освобождение» (1968—1972), «Солдаты свободы» (1977), «Битва за Москву» (1985)).
На основе киноматериалов данного фильма и других киноэпопей Юрием Озеровым были созданы художественные фильмы «Ангелы смерти» (1993) и «Великий полководец Георгий Жуков» (1995), а также телесериал «Трагедия века» (1993—1994).

## Сюжет
Вторая мировая война, развязанная нацистской Германией, вовлекла в свою орбиту более шестидесяти государств с населением в миллиард семьсот миллионов человек, четыре пятых человечества. Вся Центральная Европа оказалась под пятой германского фашизма. Немецкие войска неудержимо рвались на Восток. Красная армия, ведя кровопролитные оборонительные бои, отходила к Москве. Здесь враг был остановлен и отброшен. Наступил 1942 год. Противоборствующие стороны готовились к решающей летней кампании…
Член немецкой подпольной антифашистской организации Харро Шульце-Бойзен узнал о запланированной Гитлером секретной наступательной военной операции под кодовым названием «Фалль Блау» («Fall Blau»), дающей возможность фашистским войскам захватить Кавказ, и передал эти сведения в Москву. Но Сталин посчитал это дезинформацией, вследствие чего план немцев — создать имитацию наступления под Москвой с целью удержать там войска Красной армии — сработал. Кроме того, контрнаступление советских войск под Харьковом провалилось, часть их попала в окружение, часть отошла к Сталинграду.
Сталинград приобрёл для воюющих сторон особое стратегическое значение. Гитлеровцы были уверены в своём быстром успехе на этом юго-западном направлении. Для них это была открытая дорога на юг, к Кавказу и Индии. По замыслу фюрера, цель должна была быть достигнута силами одной 6-й полевой армии вермахта под командованием генерала танковых войск Фридриха Паулюса всего за неделю — к 25 июля 1942 года. Так, 17 июля 1942 года, начались 200 дней и ночей страшных и кровопролитных боёв за Сталинград, переломивших ход Великой Отечественной войны и, в конечном итоге, послуживших полному разгрому вермахта в 1945 году.
В финале фильма показаны Сталинград, уже именовавшийся как Волгоград, и река Волга на излёте 1980-х годов и всей советской эпохи.

## В ролях
- Пауэрс Бут (США) — Василий Иванович Чуйков, генерал-лейтенант, командующий 62-й армией  (дублировал Владимир Трошин)
- Любомирас Лауцявичюс (СССР) — Кузьма Акимович Гуров, комиссар, член Военного совета 62-й армии РККА (дублировал Андрей Гриневич)
- Фернандо Альенде[англ.] (США) — Рубен Ибаррури, гвардии старший лейтенант, командир пулемётной роты учебного батальона 100-го гвардейского полка 35-й гвардейской стрелковой дивизии РККА (дублировал Владимир Басов-младший)
- Сергей Никоненко (СССР) — генерал Александр Ильич Родимцев, командир 13-й гвардейской стрелковой дивизии РККА
- Михаил Ульянов (СССР) — Георгий Константинович Жуков, генерал армии
- Гюнтер Юнгханс[нем.] (ГДР) — Харро Шульце-Бойзен, обер-лейтенант люфтваффе, член немецкой подпольной антифашистской организации
- Валерий Цветков — генерал Андрей Иванович Ерёменко
- Борис Невзоров — генерал Николай Иванович Крылов
- Арчил Гомиашвили — Иосиф Виссарионович Сталин, председатель Ставки Верховного Главнокомандования
- Герберт Дмитриев — Лопатин
- Ахим Петри (ГДР) — Адольф Гитлер
- Рональд Лэйси[англ.] (Великобритания) — Уинстон Черчилль, премьер-министр Великобритании
- Вадим Лобанов — Никита Сергеевич Хрущёв
- Сергей Гармаш — Яков Федотович Павлов, сержант Красной армии, начальник гарнизона, герой Сталинградской битвы
- Андрей Смоляков — Леонид Никитович Хрущёв, военный лётчик, сын Никиты Сергеевича Хрущёва
- Фёдор Бондарчук — Иван, снайпер Красной Армии, охотник из Сибири
- Оксана Фандера — Наташа, снайпер
- Оксана Фомичёва — Вера
- Олег Уткин — Василий
- Лариса Тотунова (Шахворостова) — Надя
- Ольга Лебедева — Любовь
- Николай Крючков — старый капитан (последняя работа актёра в кино[2])
- Виталий Расстальной — Маршал Советского Союза Семён Константинович Тимошенко
- Бруно Фрейндлих — Маршал Советского Союза Борис Михайлович Шапошников
- Александр Голобородько — генерал-полковник Константин Константинович Рокоссовский
- Евгений Буренков — генерал-полковник Александр Михайлович Василевский
- Николай Засухин — Вячеслав Михайлович Молотов, нарком иностранных дел
- Владимир Трошин — Климент Ефремович Ворошилов
- Вячеслав Езепов — Александр Сергеевич Щербаков
- Т. М. Голадзе — Лаврентий Павлович Берия, нарком внутренних дел
- Александр Кудинов — капитан-лейтенант Немцов
- Р. Греков — Королёв
- О. Урюмцев — Костерин
- Г. Дмитриев — Лопатин
- Б. Левкович — Герман
- Зигфрид Фосс (ГДР) — Фридрих Паулюс, генерал танковых войск, командующий 6-й полевой армией вермахта
- Э. Хайзе (ГДР) — Федор фон Бок, немецкий фельдмаршал
- Эрих Тииде (ГДР) — Генрих Гиммлер, рейхсфюрер СС
- Герд Михаэль Хеннеберг (ГДР) — Вильгельм Кейтель, немецкий генерал
- Хельмут Хельсторф (ГДР) — Франц Гальдер
- К. Вейржик (ЧССР) — Фридрих Панцингер
- Г. Штурм (ГДР) — Герман Геринг, один из приближённых Гитлера
- Хорст Шульце (ГДР) — Эрих Шульце
- Артём Карапетян — диктор фильма

### В эпизодах
- Степан Микоян — Анастас Иванович Микоян
- Виктор Уральский — Михаил Иванович Калинин
- Николай Симкин — Александр Николаевич Поскрёбышев, секретарь Сталина
- Валентин Голубенко — Николай Сидорович Власик
- Тигран Кеосаян — советский солдат
- Витаутас Томкус — Томми, телохранитель Уинстона Черчилля
- Станислав Михин — комиссар Андреев
- Янис Мелдерис — Гарри Гопкинс
- Фёдор Переверзев — солдат, застреленный Леонидом Хрущёвым
- Каскадёры: Сергей Шолохов, Алексей Лубны, Николай Сысоев